# 莱切省米内尔维诺
莱切省米内尔维诺（義大利語：Minervino di Lecce）是意大利莱切省的一个市镇。总面积17.88平方公里，人口3830人，人口密度214.2人/平方公里（2009年）。ISTAT代码为075047。